# Коржовка-Голубовка
Коржо́вка-Голубо́вка (ошибочно - Коржо́во-Голубо́вка) — село в Клинцовском районе Брянской области, административный центр сельского поселения Коржовоголубовское.
К 1859 году здесь насчитывалось 216 дворов и проживало 1303 человек.  
В 1886 году -  443 двора с населением 2761 человек. 3300 человек (1926).
| 2010 | 2013  |
| ---- | ----- |
| 2266 | ↘2224 |

2175 человек (2017), 2081 человек (2021).

## История
На территории нынешней Коржовки-Голубовки в конце XVI века проживал крестьянин Корж. Поселившись на берегу реки Голубовка, там он построил первую избу. Вскоре рядом с ним стали селиться беглые крестьяне и раскольники. К началу XVIII века здесь уже проживало 50 семей. На эти земли претендовал Стародубский полк. Но в знак признательности за заслуги местных жителей в борьбе против шведов Пётр I своим указом  в 1715 году простил беглецов и раскольников и закрепил за ними земли навечно.
Сначала село называли то Коржовкой, то Голубовкой. Лишь в XIX веке за ним закрепилось название Коржовка-Голубовка. Село входило в Суражский уезд и охранялось царским Указом.
Вскоре оно стало самым крупным в уезде. По названию села Голубовка называлась и Голубовская волость.
Жители села издавна занимались промыслами. Находясь вблизи клинцовских фабрик, село являлось источником рабочей силы. Крестьян, имеющих лошадей, нанимали купцы в извоз по доставке товаров в Москву, Варшаву, Ригу.
После событий октября 1918 года под руководством Марка Ковалёва в селе создается комитет взаимопомощи, избирается Совет рабочих, крестьянских и солдатских депутатов. Но вскоре село, было оккупировано войсками кайзеровской Германии. Активное участие в освобождении края принимали добровольцы - жители села Коржовка-Голубовка: Коноваленко Митрофан Егорович, Быконя Петр Петрович, Ковалев Григорий Тимофеевич, Орехов Афанасий Петрович, воевавшие в Богунском полку, которым командовал Николай Александрович Щорс.

#### Первый колхоз
В 1929 году в Коржовке создаётся первый колхоз «Новая деревня», председателем был Быконя Кондрат Петрович.
В 1931 году создаются ещё три колхоза: «Красная лозка», «Первый май», «Богунский». в 1933 году были образованы ещё два колхоза  — «Буденный» и «Ворошилов». Колхозы основывались по большей части на конной тяге и ручном труде. В 1932 году, Ларченко Василий Акимович па первом тракторе проложил первую борозду на колхозном поле, к 1934 году прибавилось ещё 2 трактора. Работали на них Сергей Иванович Орехов и Маршалко Филипп Андреевич.
22 июня 1941 года грянула Великая Отечественная война. С августа того же года немцы захватили село. В церковь свозили награбленное зерно, которое потом отправляли в Германию. Около 250 жителей села воевали на разных  фронтах, защищали и освобождали многие города и села. Многие жители ушли в партизаны. Они уничтожали бронемашины, взрывали мосты и проводили диверсии.
29 сентября 1943 года село Коржовка-Голубовка было освобождено от оккупантов.
В 1944 году в селе Коржовка-Голубовка образовалось четыре отделения колхоза: «Багунский», «Первое мая», «Ворошилов», «Новая деревня».
В феврале 1966 года при разделе совхоза «Первое Мая» был образован совхоз «Щорсовский» В его состав вошли: отделение «Коржовка», «Ардонь», «Красный строитель» с прилегающими к ним поселками и хуторами. Коржовка-Голубовка стала центральной усадьбой совхоза.
Директором совхоза работал Дадыко Леонид Иванович. Имелось свыше 10000 га земли. На момент передачи в совхозе имелось 96 лошадей, 1625 голов крупного рогатого скота, три тракторных бригады, механическая мастерская, садово-огородная бригада, теплица, и сад с ягодниками на Филатовом хуторе. Основными культурами являлись: рожь, ячмень, овёс, картофель, люпин. Было построено 12 двухквартирных домов, восьмиквартирный дом на Филатовом хуторе, хмелесушилка, склад зерна, детский сад на 50 мест, столовая.
В 1976 году директором совхоза был назначен Лукичёв Василий Александрович. С этого момента начинается новый этап в жизни совхоза.
С 1976 года в совхозе насчитывалось 370 рабочих. Имелось три МТФ, где содержалось около 1600 голов крупного рогатого скота, теплица, три тракторных стана, три полеводческие бригады, 50 тракторов, 36 автомашин, 10 комбайнов, плантации хмеля. В 1979 году впервые была высажена кукуруза. С 1976 по 1993 годы была построена поселковая котельная, 165 квартир и домов с надворными постройками, новая сеть электроснабжения, два коровника, один телятник, площадки для откорма скота, кормоцех, дом животновода, склад стройматериалов, мехмастерская, картофелехранилище, детский сад на 90 мест и пр.
На территории сельской администрации находятся Дом культуры, сельская и детская библиотеки.

## Промысел
Ещё Пётр Первый поощрял развитие в России всевозможных промыслов. Село славится своим неизменным промыслом, изготовлением бахил. В тайну этого ремесла Пётр Морозов посвятил только своих двух друзей Андрея Зарубо и Андрея Руденка. После, почти в каждом доме в селе клеили эту незамысловатую обувь. После войны бахилы вообще вошли в моду. Изготавливали из вербы специальные колодки разных размеров, из автомобильных камер клеили бахилы.
К бахилам в селе научились шить вкладыши, бурки. Из отходов суконного производства, используя ватин, вату, овечью шерсть получаются бурки мягкие, лёгкие, тёплые. В настоящее время житель села Коноваленко Дмитрий Митрофанович, открыл швейный цех по пошиву бурок и изготовления бахил в старом здании медпункта.

## Православный центр района
Первый храм в селе Коржовка-Голубовка сгорел вследствие пожара в деревне в конце 19 века. Вскоре была построена новая просторная деревянная церковь. В 1938 году храм был закрыт для богослужений. Пошёл в ход вандализм: разбивали иконы, колокола, сжигали книги, Здание оборудовали под клуб. В 1942 году богослужения возобновились вплоть до 1947 года. В этот год председатель исполкома сельского Совета ультимативно предложил церковному совету зарегистрировать церковь в райисполкоме, но члены совета отказались от регистрации, в чём и расписались. Сразу же здание храма отдали колхозу под склад, а в 1951 году  в нём устроили клуб. Позже здание разрушили и переделали под склад под зерно, которое разрушилось, и было разобрано.
И только в 1992 году содействием Клинцовского райисполкома и Коржово-Голубовского сельсовета в начале сентября было отдано старое здание почтового отделения для совершения служб. В здании был проведён ремонт и 4 декабря 1993 года в праздник Введения в храм Пресвятой Богородицы, священником отцом Александром Быконей была совершена первая церковная служба.
В ноябре 1994 года указом архиепископа Брянского и Севского Мелхиседека настоятелем стал священник отец Фёдор Стрела. Он сразу развернул строительство нового храма. Люди не только Коржовки но и близ лежащих сел приносили свои пожертвования на храм. Жительницы села ходили по домам и собирали пожертвования. В 2003 году храм освятил архимандрит Феофилакт. Он провел в храме службу.

## Достопримечательности
Церковь Покрова Пресвятой Богородицы.

## География
Реки: Голубовка, Московка (правый приток Голубовки). Голубовка берёт начало в мелиорационных каналах в поле на юге села, рядом с улицей Пушкина, на осушенных болотах. Московка - рядом с Робчанским железнодорожным переездом, протекая через искусственное озеро.